# Liste der Wappen im Kreis Stormarn
Diese Liste zeigt die Wappen des Kreises Stormarn (Schleswig-Holstein) mit seinen Städten, Gemeinden und Ämtern.

## Kreiswappen

Karte Stormarn, Schleswig-Holstein
Kreiswappen Stormarn[1] (Details)

## Amtsfreie Städte und Gemeinden

Ahrensburg[2], Stadt
Ammersbek
Bad Oldesloe[4], Stadt
Bargteheide[5], Stadt
Barsbüttel
Glinde[7], Stadt
Großhansdorf
Oststeinbek
Reinbek[10], Stadt
Reinfeld (Holstein)[11], Stadt

## Ämter

### Amt Bad Oldesloe-Land

Lage des Amtes
Wappen Amt Bad Oldesloe-Land

Grabau
Lasbek
Meddewade
Neritz
Pölitz
Rethwisch
Rümpel
Steinburg
Travenbrück

- Grabau[13]
- Lasbek[14]
- Meddewade[15]
- Neritz[16]
- Pölitz[17]
- Rethwisch[18]
- Rümpel[19]
- Steinburg[20]
- Travenbrück[21]

### Amt Bargteheide-Land

Lage des Amtes
Wappen Amt Bargteheide-Land

Bargfeld-Stegen
Delingsdorf
Elmenhorst
Hammoor
Jersbek
Nienwohld
Todendorf
Tremsbüttel

### Amt Nordstormarn

Lage des Amtes
Wappen Amt Nordstormarn

Badendorf
Barnitz
Feldhorst
Hamberge
Heidekamp
Heilshoop
Klein Wesenberg
Mönkhagen
Rehhorst
Wesenberg
Westerau
Zarpen

### Amt Siek

Lage des Amtes
Das Amt führt kein Wappen

Braak
Brunsbek
Hoisdorf
Siek
Stapelfeld

- Braak[44]
- Brunsbek[45]
- Hoisdorf[46]
- Siek[47]
- Stapelfeld[48]

### Amt Trittau

Grande
Grönwohld
Großensee
Hamfelde
Hohenfelde
Köthel
Lütjensee
Rausdorf
Trittau
Witzhave

Lage des Amtes
Wappen Amt Trittau

- Grande[50]
- Grönwohld[51]
- Großensee[52]
- Hamfelde[53]
- Hohenfelde[54]
- Köthel[55]
- Lütjensee[56]
- Rausdorf[57]
- Trittau[58]
- Witzhave[59]

## Gemeinden in kreisfremden Ämtern

Tangstedt

- Tangstedt[60]

## Blasonierungen
1. ↑  Kreis Stormarn: „In Rot ein nach rechts schreitender silberner Schwan in Kampfstellung mit erhobenen Flügeln und einer goldenen Krone um den Hals.“ (Kommunale Wappenrolle Schleswig-Holstein)
2. ↑  Ahrensburg: „In Silber eine rote, beiderseits von niedrigen, schwarz bedachten Türmen überragte Burg mit vorspringendem, schwarz bedachtem Torturm und offenem Tor. Darunter auf einem wachsenden roten Pfahl der schwarze stilisierte Schädel und die schwarzen stilisierten Schaufeln eines Rentiers.“ (Kommunale Wappenrolle Schleswig-Holstein)
3. ↑  Ammersbek: „In Silber unter zwei nebeneinander stehenden, giebelständigen roten Häusern auf einem grünen Hügel, der mit einem goldenen Hufeisen belegt ist, drei grüne Bäume.“ (Kommunale Wappenrolle Schleswig-Holstein)
4. ↑  Bad Oldesloe: „In Rot das silberne holsteinische Nesselblatt, darin als Brustbild der nimbierte, blau gekleidete heilige Petrus, der einen aufrechten schwarzen Schlüssel hält.“ (Kommunale Wappenrolle Schleswig-Holstein)
5. ↑  Bargteheide: „Über blauem Schildfuß, darin fünf schräggekreuzte, durchgehende silberne Fäden, zwei nach schrägrechts, drei nach schräglinks, in Silber ein rotes Wagenrad mit acht Speichen.“ (Kommunale Wappenrolle Schleswig-Holstein)
6. ↑  Barsbüttel: „In Rot vier sechsspeichige silberne Wagenräder, 2 : 2 gestellt. Im silbernen Schildhaupt zwei gestürzte, schräg gekreuzte grüne Erlenzweige mit jeweils einem Blatt und einem männlichen Blütenstand.“ (Kommunale Wappenrolle Schleswig-Holstein)
7. ↑  Glinde: „Geteilt von Gold und Blau. Oben ein wachsendes rotes Mühlrad, unten ein durchgehendes goldenes Schräggitter, dessen Zwischenräume mit je einem goldenen dreiblättrigen Kleeblatt gefüllt sind.“ (Kommunale Wappenrolle Schleswig-Holstein)
8. ↑  Großhansdorf: „In Grün auf goldenem Dreiberg, der von einem blauen Wellenbalken durchzogen wird, ein silberner Reiter in der Tracht des 16. Jh. auf silbernem Pferd.“ (Kommunale Wappenrolle Schleswig-Holstein)
9. ↑  Oststeinbek: „In Rot das silberne holsteinische Nesselblatt, belegt mit einem schwarzen Mühlrad über einem blauen Wellenbalken.“ (Kommunale Wappenrolle Schleswig-Holstein)
10. ↑  Reinbek: „In Rot ein silberner Wellenbalken, begleitet von drei im Dreipass mit den Stielen einander zugekehrten Eichenblättern, und zwar zwei oben und einem unten.“ (Kommunale Wappenrolle Schleswig-Holstein)
11. ↑  Reinfeld (Holstein): „Geteilt von Rot und Blau. Oben ein hervorkommender, linksgewendeter goldener Abtstab zwischen zwei auswärts geneigten goldenen Ähren; unten ein waagerechter silberner Fisch.“ (Kommunale Wappenrolle Schleswig-Holstein)
12. ↑  Amt Bad Oldesloe-Land: „In Grün ein silberner Wellengöpel. In den drei Winkeln je drei goldene Ähren, 2 : 1, 2 : 1 und 1 : 2 gestellt.“ (Kommunale Wappenrolle Schleswig-Holstein)
13. ↑  Grabau: „In Gold über einem blauen Wellenbalken ein schwebender grüner Hügel, der mit sechs schwarzstämmigen grünen Laubbäumen bestanden ist.“ (Kommunale Wappenrolle Schleswig-Holstein)
14. ↑  Lasbek: „Von Blau und Silber schräglinks geteilt, oben vier untereinander stehende schwebende goldene Wellenbalken, unten ein nach links aufrecht springender roter Lachs.“ (Kommunale Wappenrolle Schleswig-Holstein)
15. ↑  Meddewade: „In Grün ein blau gefüllter goldener Göpel. In den Winkeln oben rechts ein goldenes Eichenblatt, links eine goldene Ähre, unten ein silberner Wellenbalken.“ (Kommunale Wappenrolle Schleswig-Holstein)
16. ↑  Neritz: „In Silber ein blauer Schrägwellenbalken, begleitet von zwei giebelständigen, reetgedeckten roten Bauernhäusern und überdeckt mit einer schwarzen Quaderbrücke mit schwarzem, mit dem Monogramm König Christians VII. von Dänemark geschmückten Schlussstein.“ (Kommunale Wappenrolle Schleswig-Holstein)
17. ↑  Pölitz: „Durch einen silbernen Wellenbalken von Blau und Rot geteilt. Oben vier goldene Weizenähren, unten eine silberne Urne.“ (Kommunale Wappenrolle Schleswig-Holstein)
18. ↑  Rethwisch: „Über silbernem, in der Mitte gewölbtem Schildfuß, darin eine rote Urne, in Blau sieben goldene, an den Halmen miteinander verbundene Weizenähren.“ (Kommunale Wappenrolle Schleswig-Holstein)
19. ↑  Rümpel: „In Grün eine aus leicht abgerundeten sog. Kopfsteinen bestehende oben stark abgeflachte silberne Spitze. Einander zugewendet im rechten und linken Obereck je ein aus den Schildrändern hervorwachsendes Mühlrad.“ (Kommunale Wappenrolle Schleswig-Holstein)
20. ↑  Steinburg: „In Silber ein schwebender roter Zinnenturm mit offenem Tor, links daneben, den Turm oben und unten überragend, ein bogenförmig auswärts geschweiftes grünes Eichenblatt.“ (Kommunale Wappenrolle Schleswig-Holstein)
21. ↑  Travenbrück: „Gesenkt geteilt von Rot und Blau durch einen schräglinken silbernen Wellenbalken. Oben die silberne Fassade des Nütschauer Herrenhauses, unten, den Wellenbalken überdeckend, eine durchgehende silberne Brücke.“ (Kommunale Wappenrolle Schleswig-Holstein)
22. ↑  Amt Bargteheide-Land: „Von Silber und Blau schräglinks geteilt. Oben ein golden gekrönter roter Bärenkopf, unten eine silberne heraldische Rose mit goldenen Staubblättern.“ (Kommunale Wappenrolle Schleswig-Holstein)
23. ↑  Bargfeld-Stegen: „Von Silber und Blau im Wellenschnitt geteilt. Oben ein rotes Buch, dessen aufgeschlagene Seiten mit einer schräglinks liegenden silbernen Schreibfeder belegt sind, unten ein mit drei stehenden goldenen Fässern beladener goldener Frachtkahn.“ (Kommunale Wappenrolle Schleswig-Holstein)
24. ↑  Delingsdorf: „In Grün auf goldenem, beiderseits eingebogenem Hügel, der mit einem grünen Wagenrad belegt ist, ein dreiblättriges silberne Eichenbäumchen. “ (Kommunale Wappenrolle Schleswig-Holstein)
25. ↑  Elmenhorst: „Von Gold und Blau im Wellenschnitt geteilt. Oben rechts ein schräggestelltes grünes Ulmenblatt, oben links schräg gekreuzt ein rotes Schwert und ein roter Krummstab, unten eine silberne Forelle.“ (Kommunale Wappenrolle Schleswig-Holstein)
26. ↑  Hammoor: „Erhöht und nach oben gewölbt im Torfmoosschnitt von Gold und Grün geteilt. Unten ein linksgewendetes, liegendes bronzezeitliches Schwert über einer spitzwandigen, flachen Urne in verwechselter Farbe.“ (Kommunale Wappenrolle Schleswig-Holstein)
27. ↑  Jersbek: „In Grün das goldene Torhaus des Gutes Jersbek zwischen zwei mit den Halmen überkreuz gestellten, die Rundung des Schildrandes wiederholenden, begrannten goldenen Ähren.“ (Kommunale Wappenrolle Schleswig-Holstein)
28. ↑  Nienwohld: „Von Blau und Rot durch einen silbernen Balken abgeflacht geteilt. Oben ein fliegender, silberner Kranich, unten eine silberne Torflore.“ (Kommunale Wappenrolle Schleswig-Holstein)
29. ↑  Todendorf: „In Rot ein silberner Schragen, bewinkelt oben von einem silbernen Stundenglas, unten von einem kampfbereiten silbernen Schwan mit einer goldenen Krone um den Hals.“ (Kommunale Wappenrolle Schleswig-Holstein)
30. ↑  Tremsbüttel: „Geteilt. Oben in Blau drei fächerförmig gestellte, an den Halmen verbundene, grannenlose goldene Getreideähren, unten in Silber eine durchgehende, gemauerte, oben gezinnte rote Brücke.“ (Kommunale Wappenrolle Schleswig-Holstein)
31. ↑  Amt Nordstormarn: „In Rot ein gesenkter silberner Wellenbalken; oben ein silberner Schwanenrumpf mit einer goldenen Krone um den Hals, unten zwei gekreuzte goldene Ähren.“ (Kommunale Wappenrolle Schleswig-Holstein)
32. ↑  Badendorf: „Von Grün und Gold schräg geteilt. Oben ein silbernes springendes Pferd, unten ein schwarzer Wappenschild mit silbernem Lilienkreuz.“ (Kommunale Wappenrolle Schleswig-Holstein)
33. ↑  Barnitz: „Von Blau und Rot durch einen breiten silbernen Wellenbalken geteilt. Oben ein silbernes Plattbodenboot, unten ein goldenes geradearmiges Tatzenkreuz mit verlängertem unterem Kreuzarm, rechts und links begleitet von je zwei vierstrahligen goldenen Sternen.“ (Kommunale Wappenrolle Schleswig-Holstein)
34. ↑  Feldhorst: „In Grün unter einem von zwei goldenen Getreideähren begleiteten silbernen Habichtskopf ein silberner Stein. Darunter ein silberner Wellenbalken.“ (Kommunale Wappenrolle Schleswig-Holstein)
35. ↑  Hamberge: „Von Grün und Blau durch einen silbernen Wellenbalken geteilt. Oben zwei an den Halmen verbundene, nach außen herabhängende goldene Getreideähren, unten ein mit einem blauen Fadenkreuz belegtes, oben und unten verstutztes, schwebendes goldenes Tatzenkreuz, das unten links von einem ebensolchen Kreuzchen begleitet wird.“ (Kommunale Wappenrolle Schleswig-Holstein)
36. ↑  Heidekamp: „In Silber ein blauer Wellenbalken, begleitet oben von einem linksgewendeten grünen Heidestrauchzweig mit roten Blüten und unten von einem bewurzelten, ausschlagenden grünen Baumstumpf.“ (Kommunale Wappenrolle Schleswig-Holstein)
37. ↑  Heilshoop: „Unter goldenem Wellenschildhaupt von Grün und Blau durch einen breiten schräglinken silbernen Wellenbalken geteilt, oben ein silbernes Hufeisen mit nach oben gekehrten Stollen, unten ein silberner Karpfen.“ (Kommunale Wappenrolle Schleswig-Holstein)
38. ↑  Klein Wesenberg: „Von Gold und Silber durch einen breiten blauen Wellenbalken gesenkt geteilt. Oben eine rote Kirche mit goldenen Fenstern und Türen, unten zwei gekreuzte grüne Ähren.“ (Kommunale Wappenrolle Schleswig-Holstein)
39. ↑  Mönkhagen: „In Rot durch einen unten nach links und oben nach rechts gewendeten silbernen Kurvenbalken leicht gesenkt geteilt, unten ein silberner Schwarzdornzweig mit zwei Früchten, oben ein schrägrechter wachsender silberner Abtsstab.“ (Kommunale Wappenrolle Schleswig-Holstein)
40. ↑  Rehhorst: „Durch einen schräglinken breiten goldenen Wellenbalken, belegt mit drei aufrechten grünen Buchenblättern, geteilt, begleitet oben in Blau von einem linksgewendeten wachsenden silbernen Reh, unten in Rot von einer goldenen Rapsblüte.“ (Kommunale Wappenrolle Schleswig-Holstein)
41. ↑  Wesenberg: „Von Rot und Blau durch einen breiten silbernen Balken, darin ein blauer Wellenbalken, schräglinks geteilt. Oben ein wachsender silberner Abtsstab, unten ein silberner Baumstumpf (Stubben), darüber ein leicht schräglinks gestelltes, aufrechtes silbernes Schwert.“ (Kommunale Wappenrolle Schleswig-Holstein)
42. ↑  Westerau: „Von Grün und Blau durch einen leicht gesenkten silbernen Wellenbalken geteilt. Oben vier an den Halmen durch einen Knoten verbundene, nach außen herabhängende goldene Ähren, unten ein goldener Karpfen.“ (Kommunale Wappenrolle Schleswig-Holstein)
43. ↑  Zarpen: „Über einem silbernen Wellenschildfuß, darin unter einem blauen Wellenfaden ein schräglinks gestelltes grünes Eichenblatt, in Rot ein goldener Kelch und ein goldener Schlüssel mit dem Bart oben links.“ (Kommunale Wappenrolle Schleswig-Holstein)
44. ↑  Braak: „In Grün eine erhöhte silberne Spitze, darin sieben giebelständige, um eine rote Lilie angeordnete rote Bauernhäuser.“ (Kommunale Wappenrolle Schleswig-Holstein)
45. ↑  Brunsbek: „Durch einen beiderseits eingeschweiften silbernen Balken von Blau und Rot geteilt. Oben ein silberner Kranich im Flug, unten ein kreisrundes silbernes Kirchenfenster mit schwarzen, eine sechsteilige Rosette bildenden Stegen.“ (Kommunale Wappenrolle Schleswig-Holstein)
46. ↑  Hoisdorf: „In Gold auf grünem Boden ein golden bewurzelter grüner Lindenbaum, begleitet rechts von dem schwarzen hinteren Teil eines Pfluges mit Pflugeisen und Schar, links von einem schwarzen achtspeichigen Maschinenrad mit sechzehn Zähnen.“ (Kommunale Wappenrolle Schleswig-Holstein)
47. ↑  Siek: „In Rot die silberne Sieker Kirche (Aufriss der Turmfront), begleitet oben rechts von drei goldenen Ähren, von denen die beiden inneren gegen die Kirche geneigt sind, oben links von dem silbernen Stormarner Schwan mit der goldenen Halskrone.“ (Kommunale Wappenrolle Schleswig-Holstein)
48. ↑  Stapelfeld: „In Rot ein breiter silberner Balken, belegt mit einem zweiachsigen, deichsellosen blauen Planwagen mit breiten Radfelgen. “ (Kommunale Wappenrolle Schleswig-Holstein)
49. ↑  Amt Trittau: „Über blauem Wellenschildfuß, belegt mit einem aus zwölf fünfzackigen goldenen Sternen bestehenden Sternenkranz, in Silber ein schwarzer bewurzelter Baum mit zehn einander teilweise überdeckenden grünen Blättern.“ (Kommunale Wappenrolle Schleswig-Holstein)
50. ↑  Grande: „Von Grün und Gold durch einen schräglinken silber-blauen Wellenbalken geteilt. Oben zwei silberne Tannen, unten am linken Schildrand ein rotes oberschlächtiges Mühlrad.“ (Kommunale Wappenrolle Schleswig-Holstein)
51. ↑  Grönwohld: „In Silber ein blauer Wellenbalken, darüber ein langgestrecktes, rotes Fachwerkhaus mit zwei fast über die gesamte Länge des Daches reichenden Schlepperkern übereinander, darunter drei grüne Laubbäume 1 : 2.“ (Kommunale Wappenrolle Schleswig-Holstein)
52. ↑  Großensee: „Über blauem Wellenschildfuß, dieser belegt mit drei 2 : 1 gestellten silbernen Fischen, in Silber ein bewurzeltes grünes Eichbäumchen mit drei nach Art eines Kreuzes angeordneten Zweigen.“ (Kommunale Wappenrolle Schleswig-Holstein)
53. ↑  Hamfelde: „Von Grün und Gold durch einen gold-blauen Wellenbalken schräglinks geteilt. Oben ein silberner schreitender Hirsch, unten eine grüne bewurzelte Buche.“ (Kommunale Wappenrolle Schleswig-Holstein)
54. ↑  Hohenfelde: „In Blau ein schräglinker silberner Wellenbalken, begleitet oben von zwölf kreisförmig gestellten, fünfzackigen goldenen Sternen, unten von einer goldenen Korngarbe“ (Kommunale Wappenrolle Schleswig-Holstein)
55. ↑  Köthel: „In Silber ein blauer Schrägwellenbalken, begleitet oben von einer grünen Buche, unten von einer giebelständigen roten Kapelle mit drei gotischen Fenstern und steilem Satteldach, das ein eine Glocke tragender Dachreiter überragt.“ (Kommunale Wappenrolle Schleswig-Holstein)
56. ↑  Lütjensee: „Von Blau und Rot durch einen silbernen Wellenbalken geteilt. Oben eine goldene Glocke, begleitet links oben von einem goldenen Schildchen mit einer blauen fünfblättrigen Blüte. Unten zwei silberne achtspeichige Wagenräder.“ (Kommunale Wappenrolle Schleswig-Holstein)
57. ↑  Rausdorf: „Von Rot und Silber erhöht geteilt durch ein schmales silbernes und ein schmales blaues Wellenband, bestehend aus einem halben Wellenberg, einem Wellental und einem halben Wellenberg. Oben eine silberne reetgedeckte Bauernkate.“ (Kommunale Wappenrolle Schleswig-Holstein)
58. ↑  Trittau: „Über grünem Schildfuß, darin ein silberner Wellenbalken, in Silber ein zweistöckiges, traufenständiges rotes barockes Fachwerkhaus mit Krüppelwalmdach, übergiebeltem Zwerchhaus in der Frontmitte und pilasterflankierter, übergiebelter Haustür.“ (Kommunale Wappenrolle Schleswig-Holstein)
59. ↑  Witzhave: „In Grün ein silbernes reetgedecktes Bauernhaus in Vorderansicht, in den Oberecken begleitet von je einem dreiblättrigen goldenen Eichenzweig mit zwei Eicheln, im Schildfuß von einer gestürzten goldenen Gewandspange (Fibel), deren in der Mitte durchbrochener Bügel beiderseits in einer Hängespirale ausläuft.“ (Kommunale Wappenrolle Schleswig-Holstein)
60. ↑  Tangstedt: „In Rot das silberne holsteinische Nesselblatt; diesem aufgelegt ein schwarzer Schild mit einem silbernen Balken, der mit drei roten Rosen mit goldenen Butzen und goldenen Kelchblättern belegt ist.“ (Kommunale Wappenrolle Schleswig-Holstein)